# La zona (serie televisiva)
La zona è una serie televisiva spagnola creata da Jorge Sánchez-Cabezudo e Alberto Sánchez-Cabezudo. È stata trasmessa dal 27 ottobre 2017 al 14 dicembre 2018 sul canale #0 e pubblicata allo stesso giorno sul servizio on demand della piattaforma Moviestar+.
La serie è stata rinnovata per una seconda stagione, ma successivamente cancellata.
In Italia la serie è stata interamente pubblicata su Amazon Prime Video il 21 settembre 2018.

## Trama
Dopo un incidente nucleare a sud-est della città settentrionale spagnola di Gijón, un certo numero di persone è stato ucciso o ferito e la regione circostante è stata contaminata radioattivamente. L'ispettore Héctor Uría (unico sopravvissuto della prima squadra di soccorso che raggiunse il reattore) torna in servizio tre anni dopo il grave incidente. La centrale nucleare interessata era in fase di smantellamento, e c'è una Zona di Esclusione in cui i civili non possono soggiornare. Sono escluse da questo divieto le regioni di reinsediamento in cui possono rientrare i loro ex residenti, nonché gli uomini chiamati liquidatori, che lavorano alla bonifica della Zona di Esclusione e vi risiedono. Numerose persone stanno ancora subendo le conseguenze dell'incidente, sia fisicamente, mentalmente o materialmente. Alcune persone diventano criminali contrabbandando oggetti fuori dall'area riservata. Uría deve condurre le indagini sul brutale omicidio di un uomo nella Zona di Esclusione.

## Episodi
| Stagione       | Episodi | Prima TV Spagna | Pubblicazione Italia |
| -------------- | ------- | --------------- | -------------------- |
| Prima stagione | 8       | 2017            | 2018                 |

### Prima stagione
| nº | Titolo originale                   | Titolo italiano       | Diretto da                                   | Scritto da                                                                                    | Prima TV Spagna  | Pubblicazione Italia | Ascolti Spagna                     |
| -- | ---------------------------------- | --------------------- | -------------------------------------------- | --------------------------------------------------------------------------------------------- | ---------------- | -------------------- | ---------------------------------- |
| 1  | En tierra de nadie                 | La terra di nessuno   | Jorge Sánchez-Cabezudo                       | Alberto Sánchez-Cabezudo Jorge Sánchez-Cabezudo                                               | 27 ottobre 2017  | 21 settembre 2018    | telespettatori 39 000              |
| 2  | Control animal                     | Controllo della fauna | Jorge Sánchez-Cabezudo                       | Alberto Sánchez-Cabezudo Jorge Sánchez-Cabezudo                                               | 2 novembre 2017  | 21 settembre 2018    | telespettatori 71 000 – share 0,4% |
| 3  | El Balneario                       | Le vecchie terme      | Gonzalo López-Gallego Jorge Sánchez-Cabezudo | Alberto Sánchez-Cabezudo Jorge Sánchez-Cabezudo                                               | 9 novembre 2017  | 21 settembre 2018    | telespettatori 59 000 – share 0,3% |
| 4  | Insomnio                           | Insonnia              | Jorge Sánchez-Cabezudo                       | Alberto Sánchez-Cabezudo Jorge Sánchez-Cabezudo                                               | 16 novembre 2017 | 21 settembre 2018    | telespettatori 74 000 – share 0,4% |
| 5  | La lluvia                          | Pioggia tossica       | Jorge Sánchez-Cabezudo                       | Alberto Sánchez-Cabezudo Jorge Sánchez-Cabezudo                                               | 23 novembre 2017 | 21 settembre 2018    | telespettatori 50 000 – share 0,3% |
| 6  | El mal necesario                   | Il male necessario    | Jorge Sánchez-Cabezudo                       | Laura Sarmiento Pallarés Alberto Sánchez-Cabezudo Jorge Sánchez-Cabezudo                      | 30 novembre 2017 | 21 settembre 2018    | N.D.                               |
| 7  | Pérdida accidental de refrigerante | Blackout              | Jorge Sánchez-Cabezudo                       | Laura Sarmiento Pallarés (dialogo aggiuntivo) Alberto Sánchez-Cabezudo Jorge Sánchez-Cabezudo | 7 dicembre 2017  | 21 settembre 2018    | N.D.                               |
| 8  | El último lobo                     | L'ultimo lupo         | Jorge Sánchez-Cabezudo                       | Alberto Sánchez-Cabezudo Jorge Sánchez-Cabezudo                                               | 14 dicembre 2017 | 21 settembre 2018    | telespettatori 58 000 – share 0,3% |

#### Trama episodi da 1 a 4

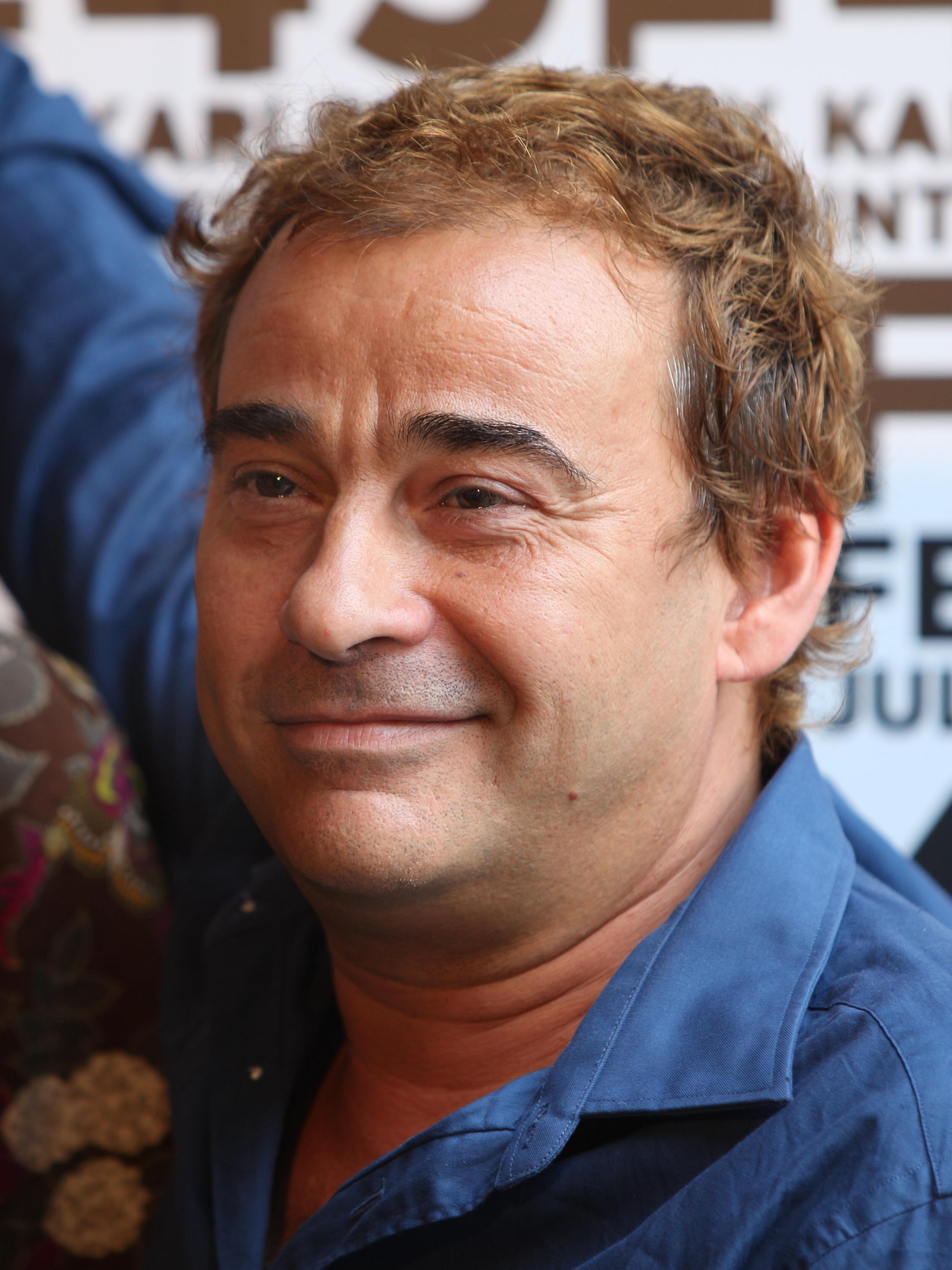
Eduard Fernández nella serie interpreta l'ispettore Héctor Uría.

In un magazzino nella Zona di Esclusione, mentre insegue la giovane trafficante di droga Zoe, il poliziotto Martín Garrido scopre il cadavere appeso a testa in giù dello zio di Zoe, Estéban. Il cadavere ha segni di morsi di lupo e umani. Martín e il suo collega, l'ispettore di polizia Hector Uría, iniziano a indagare sulla morte e sul traffico di migranti. Hector non sa che Martín sta servendo come informatore per il capo della banda di contrabbando, Aurelio Barrero. Hector viene a conoscenza di Barrero con l'aiuto di Zoe, che viene rilasciata in cambio. Poco dopo, Barrero costringe Zoe a cremare due corpi, uno dei quali, secondo Barrero, è l'assassino di Estéban.
Una notte il corpo del pensionato Tomas è stato ritrovato in un edificio residenziale in una regione di reinsediamento, anch'esso appeso a testa in giù e con segni di morsi; sua moglie Luisa è gravemente ferita. Un collegamento con la morte di Estéban è evidente per gli agenti di polizia inquirenti, che ora include anche l'agente di polizia federale Alfredo Asunción. Questo riconosce la scia di sangue di un secondo sconosciuto sulla scena del crimine. Gli inquirenti sono presto certi che l'assassino di Estéban e Tomas debba essere un liquidatore del piccolo comune di San Adriano. Hector segue le tracce del presunto assassino in un club di San Adriano visitato da liquidatori, dove sorprende anche Zoe a spacciare eroina, ma non riesce ad arrivare a Barrero.
Quando la stampa ha riportato la notizia di possibili errori nell'identificazione dei morti a seguito dell'incidente nucleare, la figlia di Hector, Esther Uría, consulente del Commissario Ferreras, ha fatto una campagna per attirare l'attenzione pubblica sulla morte di Esteban al fine di distogliere l'attenzione dalle false autopsie e scongiurare danni politici. La notizia di autopsie errate dopo la catastrofe del reattore alimenta l'ex moglie di Hector, Marta Carcedo, teme che il loro figlio Fede, all'epoca dichiarato morto, possa non essere adeguatamente sepolto, ed è la ragione per cui si rivolge a Hector.
Quando Zoe vuole lasciare Barrero, chiama Hector, in cerca di aiuto, al campeggio, dove Barrero e il suo aiutante Dani hanno teso un'imboscata e hanno sparato al padre di Zoe, Manuel, che la stava proteggendo. Hector si presenta lì con Martín, che uccide Barrero in una rissa e per questo deve ammettere a Hector di essere stato ricattato come informatore di Barrero. Hector frequenta un bar dove Barrero e il cacciatore Lucio sono stati invitati da un uomo che Lucio chiama solo "Don Fausto". Lucio è uno dei due uomini che, in nome di Lucio, danno la caccia ad alcune persone nella foresta, nella Zona di Esclusione.
Julia Martos, l'amica di Hector, ha notato durante il suo lavoro di medico sulla base di frequenti rapporti di malattia che un livello insolitamente alto di radioattività era recentemente fuoriuscito dalle rovine della centrale nucleare danneggiata e doveva esserci stata una perdita.

#### Trama episodi da 5 a 8
Con l'aiuto di Zoe, Hector e Martín stanno nascondendo ad Alfredo e al loro capo, Luis Carreño, la loro presenza al campeggio e quindi la responsabilità della morte di Barrero. Gli inquirenti stanno indagando sui dipendenti dell'impresa di pulizie ARV, dove lavorava Barrero. Ha oltre 1000 dipendenti, circa un terzo dei quali con precedenti penali, che lavorano come liquidatori per la bonifica, e appartiene a Fausto Armendáriz, precedentemente noto come “Don Fausto”. Gli inquirenti ritengono altamente sospettoso che alcuni dipendenti siano stati mandati a lavorare presso l'azienda dal giudice Juez Miralles, sebbene questa sia una condanna troppo bassa rispetto al loro reato. Di conseguenza, Hector incontra amici di lunga data tra cui Armendáriz, Lucio, Ferreras e Miralles.
Contrariamente alle istruzioni di Carreño, Hector parla con Armendáriz, il quale ammette apertamente che, a causa della mancanza generale di liquidatori volontari, impiega dei criminali e uomini con problemi psichiatrici, che sono costretti a lavorare in cambio di essere risparmiati dall'essere rimandati in prigione o in psichiatria. Armendáriz dopo aver scoperto da Hector che la polizia sta cercando Lucio, li ordina di ritirarsi dalla caccia all'uomo. Mentre diventa sempre più chiaro ad Alfredo che Hector sta nascondendo qualcosa sugli eventi al campeggio e sulla morte di Barrero, Hector lo inganna e continua a indagare senza di lui. In una stazione di servizio nella Zona di esclusione, Hector scopre che uno degli uomini che Lucio sta inseguendo è ferito. el frattempo, dopo un inseguimento, Martín afferra Dani e Julia entra in contatto con l'ingegnere Fernando, che lavora nella sala di controllo della centrale elettrica ed è uno dei recenti malati.
Il liquidatore ferito scoperto da Hector, così come Dani e Fernando, raccontano gli eventi di cinque giorni fa, che vengono riprodotti in un lungo flashback: alla centrale i liquidatori hanno accidentalmente tagliato i cavi elettrici durante i lavori, il che significa che non solo la corrente normale, ma anche i generatori di emergenza non funzionano. Poiché il raffreddamento del reattore non ha più funzionato a causa di una perdita d'acqua per il raffreddamento, si è verificata un'avaria che poteva risultare maggiore rispetto a quella di tre anni prima. Per garantire il raffreddamento almeno fino all'arrivo dei generatori sostitutivi, alcune persone dovrebbero aprire una valvola per l'afflusso di acqua borica, ma si esporranno ad una radioattività ad alto rischio per la vita. Laura, come capo della centrale nucleare con Fernando nella sala di controllo, ha chiesto ad Armendáriz di utilizzare alcuni uomini dell'ARV. Quando i caposquadra di Armendáriz si rifiutarono di accettare i liquidatori, Barrero li lasciò ingerire involontariamente la droga del Captagon per indurli alla clemenza. Il piano, tuttavia, fallì, gli uomini si infuriarono e si attaccarono a vicenda, uccidendone due. Gli altri quattro fuggirono e quindi Lucio aveva dato la caccia ad Armendáriz. Dani ha sorpreso un altro uomo mentre mangiava i due corpi. A causa della mancanza di aiuto da parte della ARV, Laura, con due collaboratori, raggiunse l'area contaminata, e non fu più vista.
Nel presente, Armendáriz fa rapire Hector e, pesantemente drogato, legato nella Zona di Esclusione, mentre Hector viene screditato in televisione da un video che lo mostra mentre si inserisce una bustina di eroina in tasca e trapelato alla stampa da Ferreras. Zoe libera Hector e lo fa riflettere prima che arresti Almendáriz e, su iniziativa di Julia, racconta la sua versione della storia ad un giornalista per scoprire i colpevoli. Nel frattempo, l'ultimo liquidatore latitante, Krusty, si sta dirigendo alla centrale nucleare per far esplodere una bomba TATP. Martín e Alfredo riescono a catturarlo poco prima di entrare nella centrale elettrica, dove la bomba esplode e Alfredo muore. Ferreras nega la sua colpevolezza per qualsiasi corruzione. Per gli inquirenti, l'identità dell'uomo che ha mangiato le parti del corpo rimane aperta.

## Personaggi e interpreti

### Personaggi principali
- Ispettore Héctor Uría, interpretato da Eduard Fernández e doppiato da Francesco Prando.
- Martín Garrido, interpretato da Álvaro Cervantes e doppiato da Edoardo Stoppacciaro.
- Julia Martos, interpretata da Alexandra Jiménez e doppiata da Francesca Fiorentini.
- Zoe Montero, interpretata da Alba Galocha e doppiata da Eva Padoan.
- Esther Uría Carcedo, interpretata da Marina Salas e doppiata da Federica De Bortoli.
- Marta Carcedo, interpretata da Emma Suárez.

### Personaggi secondari
- Tamar Novas: Ricardo (episodio 1-8)
- Inma Cuevas: Fabiana Garmendia (episodi 1-8)
- Salva Reina: Gabriel Sánchez Soler Il Cannibale (episodi 1-8)
- Sergio Peris-Mencheta: Aurelio Barrero (episodi 2, 4-7)
- Alfredo Assunción (episodi 2-8), interpretato da Manolo Solo e doppiato da Pasquale Anselmo.
- Lucio Braña Izquierdo (episodi 2-8), interpretato da Luis Zahera e doppiato da Christian Iansante.
- Daniel Pérez Prada: Pablo Gómez Asensio Testa Rossa (episodi 3-8)
- Carlos Bardem: Mateo Jiménez Corral Krusty  (episodi 3-8)
- Juan Echanove: Fausto Armendáriz (episodi 4-8)
- Josean Bengoetxea: Luis Carreño ( episodi 1-8)
- Carlos Rodríguez: Dani (episodi 1-8)
- Pau Durá: Delegado Ferreras (Capítulo 1-8)
- Daniel Jumillas: Pipo (episodi 2-8)
- Emilio Palacios: Bruno (episodi 2-8)
- German Alkarazu: Federico Uría (episodi 1-8)
- María Cantuel: Sara (episodi 1-8)
- Fernando Sánchez-Cabezudo: Enrique (episodi 1-8)
- Inma Nieto: Juez Noriega (episodi 1-8)
- Félix Arkarazo: Ramón (episodi 1-8)
- Oleg Kricunova: Román (episodi 2-8)
- Sonsoles Benedicto: Amalia (episodi 2-8)
- Juan Codina: Manuel Montero (episodi 1-8)
- Ana Gracia: Abogada de Zoe (episodi 1-8)
- Pilar Gómez: Rosa Hernández (episodi 1-8)
- Francisco Olmos: Comisario Vázquez (episodi 1-8)
- Maite Brik: Luisa Luisa (episodi 1-8)

## Produzione
La serie è stata co-prodotta dall'emittente spagnola Pay TV e dal fornitore di video on demand Movistar+, che appartiene al gruppo Telefónica, e da ZDFneo.
Alberto Sánchez-Cabezudo ha detto a Variety che lui e suo fratello sono stati ispirati dalle sceneggiature di alcuni film per la loro serie, tra cui western classici, Blade Runner e Alien. I fratelli hanno stimato che la sceneggiatura è stata scritta in 16 mesi.
I fratelli Sánchez-Cabezudo hanno anche citato il disastro di Černobyl' del 1986 e quello di Fukushima del 2011 come fonti di ispirazione per la storia raccontata. Simile al modo in cui dopo il disastro di Fukushima, gli Yakuza hanno reclutato senzatetto o persone fortemente indebitate per ripulire le aree contaminate, nella serie La zona i poveri e i detenuti in cambio di libertà rischiano la salute per effettuare i lavori di decontaminazione.

### Riprese
Le riprese sono iniziate il 27 marzo 2017 e si prevede che durino 15 settimane. Alberto Sánchez-Cabezudo ha detto a Variety che due squadre stavano lavorando su 170 set diversi. Le riprese della serie si sono svolte in 160 località nelle Asturie (in particolare Gijón, Oviedo, La Felguera e Pravia) e Madrid.

## Distribuzione
La serie è stata trasmessa da Starz negli Stati Uniti. In Francia è stata trasmessa da Canal+ e da ZDF in Germania. In America Latin, è disponibile attraverso Movistar Series e Movistar Play.
In Italia la serie è stata interamente pubblicata su Amazon Prime Video il 21 settembre 2018.

## Riconoscimenti
Premio Feroz
| Anno | Categoria                                     | Candidato                | Risultato       |
| ---- | --------------------------------------------- | ------------------------ | --------------- |
| 2017 | Miglior serie drammatica                      | Miglior serie drammatica | Vincitore/trice |
| 2017 | Miglior attore protagonista di una serie      | Eduard Fernández         | Candidato/a     |
| 2017 | Miglior attrice protagonista di una serie     | Alexandra Jiménez        | Candidato/a     |
| 2017 | Miglior attrice non protagonista di una serie | Emma Suárez              | Vincitore/trice |

Fotogramas de Plata
| Anno | Categoria                     | Candidato              | Risultato   |
| ---- | ----------------------------- | ---------------------- | ----------- |
| 2018 | Miglior attore di televisione | Eduard Fernández       | Candidato/a |
| 2018 | Miglior serie spagnola        | Miglior serie spagnola | Candidato/a |

Premio dell'Unione degli Attori Spagnoli
| Anno | Categoria                      | Candidato         | Risultato   |
| ---- | ------------------------------ | ----------------- | ----------- |
| 2018 | Miglior protagonista femminile | Alexandra Jiménez | Candidato/a |